# Calle Lindh
Calle Lindh, född Carl Robin Lind den 10 mars 1990 i Bergsjö, är en svensk utförsåkare. Hans främsta merit är en sjätteplacering i världscupen i Åre den 14 december 2014. Lindh tog sina första världscuppoäng i sin comeback den 26 oktober 2014 efter ett och ett halvt års frånvaro då han slutade på en 14:e plats. Lindh VM-debuterade i storslalomen den 13 februari under världsmästerskapen 2015. Lindh körde ut under det andra åket.